# Linden Lab
Linden Lab (officieel: Linden Research, Inc.) is een Amerikaans bedrijf dat online games ontwikkelt, waaronder de virtuele wereld Second Life. Het bedrijf is gevestigd in San Francisco en heeft ook kantoren in Boston, Seattle, Virginia en Davis in Californië. Kantoren in Mountain View, Brighton, Singapore en Amsterdam zijn in 2010 gesloten.

## Algemeen
De naam 'Linden' van Linden Lab is afgeleid van "Linden Street", de straat waar het bedrijf zijn eerste kantoor had. De oprichter Philip Rosedale wilde een interactieve 3D-wereld maken waarin men zijn camerastandpunt 360 graden in het rond kan bewegen. Hoewel zijn eerste experimenten op dit gebied al eerder plaatsvonden werd zijn enthousiasme vergroot door het concept van een 'metaversum' uit het boek Snow Crash van Neal Stephenson uit 1992. Rosedale wilde aanvankelijk vooral hardware maken om zijn ideeën te verwezenlijken, maar al snel ging hij over tot het programmeren van software waarmee  computergebruikers via het internet een gedeelde beleving kunnen hebben.

## Geschiedenis
Linden Lab is in 1999 opgericht door de Amerikaanse ondernemer Philip Rosedale die zich in Second Life "Philip Linden" noemt. De virtuele wereld van Second Life werd in 2003 opengesteld voor het publiek. Alle medewerkers van Linden Lab die in Second Life werken hebben daar als achternaam 'Linden'.
In 2008 kreeg Linden Lab een 'Emmy Award voor Technologie en Engineering' voor Second Life. Hoewel Second Life niet de eerste virtuele wereld was kreeg het wel veel aandacht omdat het snel groeide en omdat spelers zelf het intellectuele eigendom behielden over alles wat ze in het spel maken.
In december 2010 kreeg het bedrijf een nieuwe CEO; Rod Humble, maar Philip Rosedal bleef de bestuursvoorzitter.
Vanaf februari 2014 tot zijn overlijden in juni 2021 was Ebbe Altberg de CEO. Op dit moment is er nog geen nieuwe CEO.

## Overige
Naar Linden Lab is ook de munteenheid in Second Life, de Linden Dollar, genoemd, en de scripttaal LSL (Linden Scripting Language) waarmee virtuele objecten van programmacode kunnen worden voorzien.

## Producten
Linden Lab maakt naast Second Life meer online producten en spellen, zoals:
- Blocksworld[2] - een spel
- Creatorverse - voor de iPad
- Desura[3] - een tool voor gameontwikkelaars
- Dio[4] - een programma om foto's te delen
- Patterns[5] - een spel